# Teresa Amabile
Teresa M. Amabile (ur. 1950) – amerykańska psycholog i teoretyk zarządzania, profesor Harvard Business School. Autorka wielu prac dotyczących twórczości, kreatywności i innowacji organizacyjnych. Stworzyła tzw. komponentowy model twórczości (ang. componential model of creativity), zgodnie z którym potencjał twórczy jednostki wynika z połączenia trzech czynników: zdolności kierunkowych, zdolności twórczych oraz motywacji immanentnej (autonomicznej).

## Badania nad motywacją procesu twórczego
Amabile wykazała, że młodzi poeci nagradzani niewielkimi sumami pieniędzy oraz pochwałami są paradoksalnie mniej twórczy od swych kolegów pozbawionych tego typu nagród. Jej badania stanowią silny argument na rzecz tezy, zgodnie z którą motywem sprzyjającym twórczości jest motywacja immanentna, polegająca na czerpaniu poczucia satysfakcji z samej czynności tworzenia. Zgodnie z tym punktem widzenia nagrody zewnętrzne (pochwały, nagrody finansowe etc.) nie tylko nie są koniecznym czynnikiem motywacyjnym, ale mogę wręcz stanowić czynnik hamujący twórczość.

## Ważniejsze dzieła
- The progress principle: Using small wins to ignite joy, engagement, and creativity at work (2011) (współautor: S. J. Kramer)
- Creativity in context(1996)
- Growing up creative (1989)
- The social psychology of creativity (1983)